# 貝倫人足球俱樂部
貝倫人足球俱樂部（葡萄牙語：Clube de Futebol Os Belenenses）是一間位於葡萄牙里斯本貝倫區的足球會，於1919年9月23日成立。球會除了足球外，還包括手球、籃球和田徑等運動範疇。他們在這些範疇擁有不少榮譽，但仍然不及足球隊那麼著名。
2005–06球季，他們排尾四位置，本來應該降班。但排第 12 名的基維辛迪因為在上季派遣不符合資格的球員出賽，貝倫隊於是向足總提出控訴，結果獲足總接納並判罰基維辛迪降班，也令貝倫隊得以留級超聯。
2012年，比蘭倫斯因財政困難，將球會51%股份賣給投資公司Codecity，但會方仍保有決定權，然而，後來Codecity提訴原球會濫權，雙方訴訟持續數年。經過體育仲裁法庭的宣判，他們的會籍被比蘭倫斯SAD所取代，因此只能從低組別重新出發。比蘭倫斯足球會在2017/18球季最後一次在葡超作賽。2018/19球季起，由Codecity所控制的比蘭倫斯SAD取代比蘭倫斯足球會在葡超作賽。

## 榮譽
- 葡萄牙頂級聯賽冠軍 (1)
  - 1945/46年；
- 葡萄牙錦標賽（在建立現代聯賽制度前）冠軍 (3)
  - 1926/27年、1928/29年、1932/33年；
- 葡萄牙盃冠軍 (3)
  - 1941/42年、1959/60年、1988/89年；
- 葡萄牙次級聯賽冠軍 (1)
  - 1983/84年；
- 歐洲足協圖圖盃分組冠軍 (1)
  - 1974/75年；

## 佚聞
- 1947年12月14日班拿貝球場揭幕後首場比賽由主隊皇家馬德里對比蘭倫斯，結果皇馬3-1獲勝。

## 著名球員
| - Fernando Chalana - Jorge Martins - José António - Paulo Madeira - Matateu - 摩連奴 - Morato - 比比 - 罗兰多·豪尔赫·皮雷斯·达·丰塞卡 - Ruben Amorim - Silas - Sobrinho | - António Mendonça - Marco Aurélio - Emerson - 威尔顿·桑托斯·德·安德拉德 - Borislav Mikhailov - Stoycho Mladenov - Albert Meyong - 大卫·恩贝 - 达迪 - José Rui - （Pedro Pelé） - 托米斯拉夫·伊夫科维奇 | - 达迪 - Armando Sá - 加夫列爾·戈梅斯 - Jose Luis Garces - 达留什·亚当丘克 - Anders Andersson - Nick Sakiewicz |

## 外部連結
- 貝倫人官方網站（页面存档备份，存于）